# Próchniczek
Próchniczek (Aulacomnium Schwägr.) – rodzaj mchu z rodziny próchniczkowatych (Aulacomniaceae Schimp.). 

## Systematyka
Gatunki (wybór):
- Aulacomnium acuminatum (Lindb. & Arnell) Kindb.
- Aulacomnium androgynum (Hedw.) Schwägr.
- Aulacomnium arenopaludosum M.F. Boiko
- Aulacomnium heterostichum (Hedw.) Bruch & Schimp.
- Aulacomnium palustre (Hedw.) Schwägr. – próchniczek błotny
- Aulacomnium stolonaceum Müll. Hal.
- Aulacomnium turgidum (Wahlenb.) Schwägr.

## Zagrożenia i ochrona
Gatunek próchniczek błotny Aulacomnium palustre objęty jest w Polsce częściową ochroną gatunkową od 2001 r., obecnie na podstawie Rozporządzenia Ministra Środowiska z dnia 9 października 2014 r. w sprawie ochrony gatunkowej roślin.